# Tháp Liên bang
Tháp Liên bang (tiếng Nga: Башня Федерация) là một dự án nhà chọc trời đang được xây ở Moskva, Nga. Dự án nằm trên lô đất 13 của Trung tâm Kinh doanh quốc tế Moskva tại Moskva, được phát triển bởi Sergei Choban và Peter Schweger. Công tác xây dựng tháp bắt đầu vào năm 2003. Khi hoàn thành nó sẽ là tòa nhà cao nhất ở châu Âu. Tuy nhiên, việc xây dựng dừng lại một thời gian lâu. Dự án được tiếp tục lại vào tháng 8 năm 2011 và được dự kiến sẽ được hoàn thành vào năm 2015
Sau khi hoàn thành xây dựng, một trong những tòa nhà phức tạp sẽ trở thành tòa nhà cao nhất ở châu Âu và một trong những tòa nhà cao nhất thế giới. Công trình xây dựng được thực hiện bởi các công ty "Potok" (Flow). Phức hợp bao gồm hai tòa tháp được xây dựng trên một đế. Tháp Đông là có được một cấu trúc 93 tầng. Tháp Tây là một cấu trúc với 62 tầng. Chiều cao đến nóc của tháp đông là 360,4 mét, tháp tây là 242,4 mét. Chiều cao tối đa tính theo ăng ten là 509 mét.
Đêm 2 tháng 4 năm 2012 (giờ địa phương), tòa nhà này đã bốc cháy. Ngọn lửa xuất phát từ tầng 67 (cách mặt đất 250 m) sau đó đã lan xuống tầng 66 và 65. 14 nhân viên đang làm việc trong tòa nhà đã được sơ tán. Người ta có thể nhìn thấy đám cháy ở nơi cách tòa nhà 10 km. Nguyên nhân ban đầu là từ một cái quạt quên tắt bị chập điện bắt lửa vào vải.